# Earl Cross
Earl Cross (8 de diciembre de 1933 - 1987) fue un trompetista de free jazz mejor conocido por su asociación con los saxofonistas Noah Howard y Charles Tyler y el percusionista Juma Sultan, así como con la escena del loft jazz de los años 70 en la ciudad de Nueva York.  

## Carrera
Nació y creció en St. Louis, Misuri, y comenzó a tocar música cuando era un adolescente. Después de la secundaria, ingresó a la Fuerza Aérea, donde se asoció con el trompetista Richard Williams, el saxofonista Frank Haynes y el pianista Freddie Redd.  Luego se fue a California, donde actuó en bandas dirigidas por Larry Williams y Monty Waters, y también dirigió su propio grupo, que incluía a los saxofonistas Waters y Dewey Redman, los trompetistas Alden Griggs y Norman Spiller, el pianista Sonny Donaldson, el bajista Benny Wilson y el baterista Art Lewis. 
En 1967, Cross se mudó a la ciudad de Nueva York y se unió a una banda liderada por Sun Ra,  a quien describió como "una institución".  Durante la década de 1970, participó en la escena del loft jazz y grabó con Rashied Ali, Noah Howard, Juma Sultan y Charles Tyler. También dirigió conjuntos de distintos tamaños; una grabación de una actuación en vivo de 1973 del sexteto de Cross fue lanzada por el sello Circle en 1977 con el título Sam Rivers Tuba Trio & Earl Cross Sextet: Jazz of the Seventies.  
En 1977 se trasladó a Holanda, donde continuó actuando. En 1980, participó en un concierto con el saxofonista Idris Ackamoor, el bajista Rashied Al Akbar y el baterista Muhammad Ali, cuya grabación fue publicada 34 años después por NoBusiness Records con el título Ascent of the Nether Creatures.   En 1981, se reunió con Tyler en Estocolmo, grabando los álbumes en vivo Definite Volumes 1 y 2, los cuales incluyen sus composiciones.  
Murió en 1987. 

## Discografía

### Como líder o colíder
- Jazz of the Seventies: Sam Rivers Tuba Trio & Earl Cross Sextet (Circle, 1977)
- Ascent of the Nether Creatures con Rashied Al Akbar, Muhammad Ali, and Idris Ackamoor (NoBusiness, 2014) recorded in 1980

### Como acompañante
Con Rashied Ali
- Rashied Ali Quintet (Survival, 1973)

Con Noah Howard
- The Black Ark (Freedom, 1972)

Con Jackson Krall
- Jackson Krall and the Secret Music Society (Stork, 1991) grabado en1984

Con la Sociedad de Música Aborigen de Juma Sultan
- Father of Origin (Eremite, 2011) grabado en 1970–1971
- Whispers from the Archive (Porter, 2012)

Con Charles Tyler
- Voyage from Jericho (AK-BA, 1975)
- Saga of the Outlaws (Nessa, 1978)
- At WKCR (Sinner Lady Gloria, 2014) recorded in 1974
- Definite – Volume 1 (Storyville, 1982)
- Definite – Volume 2 (Storyville, 1984)